# Maodu (socken i Kina, lat 44,72, long 120,78)
Maodu (kinesiska: 毛都, 毛都苏木) är en socken i Kina. Den ligger i den autonoma regionen Inre Mongoliet, i den norra delen av landet, omkring 860 kilometer nordost om regionhuvudstaden Hohhot.
Genomsnittlig årsnederbörd är 535 millimeter. Den regnigaste månaden är juli, med i genomsnitt 162 mm nederbörd, och den torraste är februari, med 3 mm nederbörd.